# Robert Knox (Seefahrer)

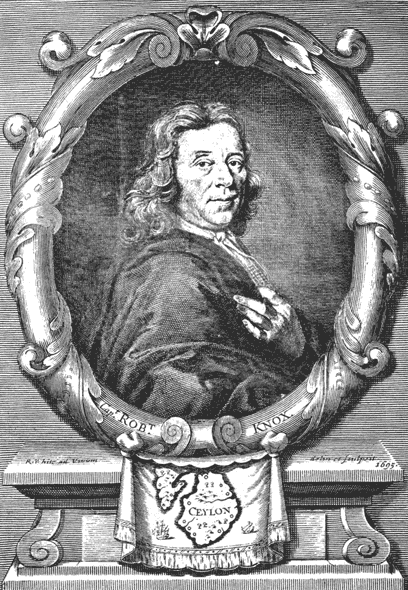
Robert Knox

Robert Knox (* 8. Februar 1641 in London; † 19. Juni 1720 ebenda) war ein englischer Seefahrer, der durch seine Schilderungen des Königreiches Kandy bekannt wurde.

## Leben
Knox war der Sohn des gleichnamigen Kapitäns. Im Alter von nur vierzehn Jahren unternahm er 1655 seine ersten Reise mit der „Anne“ nach Indien und kehrte 1657 nach London zurück. Zwischenzeitlich war seine Mutter in London verstorben und in der Wimbledon Church beigesetzt worden. Als die „Anne“ am 21. Januar 1658 von den Downs aus zu ihrer zweiten Reise nach Indien in See stach, war der junge Robert Knox wieder mit an Bord. Die Reise führte sie über Persien, Indien und Sumatra. Das Schiff war im November 1659 von Masulipatan aus aufgebrochen, um die Heimreise anzutreten. Im Indischen Ozean war die „Anne“ im Jahr 1660 an der Koromandelküste in einen heftigen Sturm geraten und schwer beschädigt worden. Ein Großteil Ceylons stand zu dieser Zeit unter der Kontrolle der Niederländischen Ostindien-Kompanie. Diese war eine Rivalin der Britischen Ostindien-Kompanie, in deren Dienst die „Anne“ segelte. Der singhalesische König Rajasingha II. von Kandy regierte jedoch immer noch über ein großes Gebiet im Herzen der Insel. Da die Holländer ihre Festung in Trincomalee verlassen hatten und diese nun einen einheimischen Gouverneur hatte, hoffte sein Vater, Kapitän Knox, die Reparatur des Schiffes dort unbehelligt von den niederländischen Behörden oder den Eingeborenen durchführen lassen zu können. Die Nachricht von der Ankunft der havarierten „Anne“ gelangte schnell zum König von Kandy. Dieser sandte einen Spähtrupp nach Trincomalee, der Kapitän Knox und seine Männer vom sicheren Schiff herunter an Land und landeinwärts auf sein Territorium locken sollte. Die Briten waren zunächst eher vorsichtig, doch je mehr Zeit verstrich, desto mutiger wurden sie und entfernten sich schließlich etwas weiter vom Schiff. Hier nahmen die Eingeborenen Kapitän Knox, seinen Sohn und vierzehn andere Männer der Crew gefangen und brachten sie zu ihrem König.

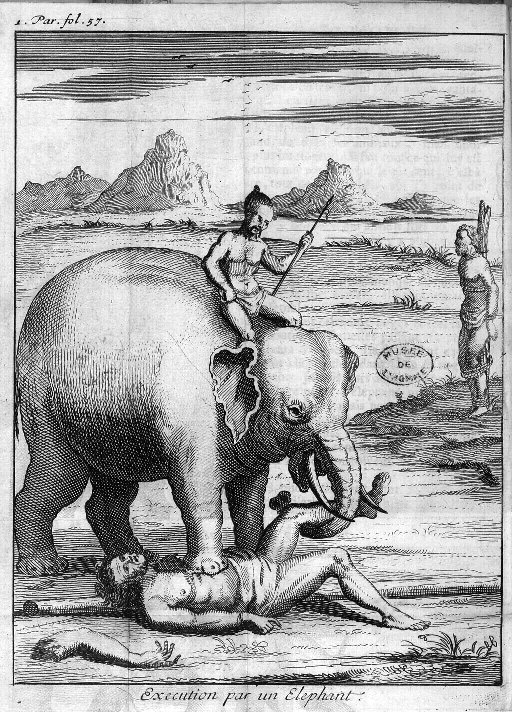
Darstellung eine Exekution durch Elefanten aus dem, (1681) von Robert Knox veröffentlichten, Bericht über das Königreich Kandy

Knox jr. blieb für viele Jahre ein Gefangener des Königs. Ihm wurden jedoch einige Freiheiten gewährt: So durfte er sich innerhalb Kandys frei bewegen, gründete ein Geschäft und verfasste ein Buch über die Zeit seiner Gefangenschaft (Historical Relation of Ceylon). Sein Vater hingegen verstarb in der Gefangenschaft, nachdem beide an einem Fieber erkrankt waren. Das bemerkenswerte an diesem Werk ist, dass Knox, anders als die zeitgenössischen buddhistischen Chroniken, nicht bloß das höfische Leben und die Großtaten der Könige beschrieb, sondern das einfache Leben. Sein Werk gilt als authentische Schilderung des Alltags im Königreich Kandy im 17. Jahrhundert und ist daher von unschätzbarem Wert.
Nach 19 ½ Jahren in Gefangenschaft gelang Knox schließlich die Flucht in den niederländisch kontrollierten Norden der Insel. Die Flucht führte ihn und seinen Mitgefangenem Stephen Rutland auch nach Anuradhapura, das zuvor noch kein Europäer gesehen hatte. Sie erreichten das Fort Arippu, von wo die Niederländer sie nach Batavia brachten. Dort konnte Knox mit dem englischen Schiff Caesar nach London reisen, das er im September 1680 erreichte.
Da sein Buch in England auf große Nachfrage stieß, plante sein Verleger Richard Chiswell schon im Folgejahr eine Neuauflage herauszugeben. Knox war durch sein Buch und Schicksal berühmt geworden und hatte u. a. Robert Hooke kennengelernt. Im September 1681 übergab Chiswell Knox, der erst seit einem Jahr wieder in England weilte, eine erweiterte Sonderausgabe des Buches. Knox hingegen plante bereits als Kommandeur der „Tonqueen Merchant“, eines Schiffs der East India Company, wieder zur See zu fahren. Bis 1694 machte er vier weitere Reisen nach Ostindien, überwarf sich aber dann mit der Kompanie. Von seinen Reisen brachte Hook immer wieder interessante Pflanzen mit, darunter auch cannabis indica. Diese wurde von beiden getestet und Hook gab vor der Royal Society im Dezember 1689 einen Vortrag zum Thema. Es handelte sich dabei um die erste detaillierte Beschreibung von Cannabis in England.
Knox handelte nun auf eigene Rechnung und kaufte 1699 die Mary. Die Fahrten waren nicht der Erfolg, auf den er gehofft hatte, und so kehrte er 1701 auf Dauer nach England zurück. Als Hook 1703 nach langer Krankheit starb, war Knox an seiner Seite. Dieser konnte von seinen Ersparnissen leben und schrieb weiter Bücher. Er starb unverheiratet 1720 in London und wurde in St Mary’s in Wimbledon begraben.

## Veröffentlichungen (Auswahl)
- Richard Chiswell, Printer to the Royal Society (Hrsg.): An Historical Relation of the Island Ceylon, in the East-Indies. Together with an Account of the Detaining in Captivity [of] the Author and divers other Englishmen now Living there and of the Author’s Miraculous Escape. Rose and Crown in St Paul’s Churchyard 1681 (books.google.de).
- Donald William Ferguson: Captain Robert Knox, the twenty years’ captive in Ceylon, and author of “An historical relation of the Island Ceylon, in the East Indies”. Colombo 1897, OCLC 39236694.
- Account of the captivity of Robert Knox and other Englishmen, in the island of Ceylon and of the Captain’s miraculous escape and return to England in September 1680, after detenation on the island of nineteen years and a half. 1908.
- An historical relation of the island Ceylon. Herausgegeben und mit Anmerkungen versehen von J. H. O. Paulusz (= Ceylon historical journal monograph series. Band 13–14) Tisara Prakasakayo Ltd., Dehiwala 1989.